# Comuna Bordești, Vrancea
Bordești este o comună în județul Vrancea, Muntenia, România, formată din satele Bordești (reședința) și Bordeștii de Jos.

## Așezare
Comuna se află în sudul județului, la limita cu județul Buzău, într-o zonă colinară ce constituie bazinul râul Pietroasa, care se varsă pe teritoriul comunei în râul Slimnic. Este străbătută de șoseaua națională DN2N, care o leagă spre nord-vest de Dumitrești, Chiojdeni și Jitia, și spre est de Dumbrăveni (unde se intersectează cu DN2), Sihlea și Tătăranu (unde se termină în DN23A). La Bordeștii de Jos, din această șosea se ramifică șoseaua județeană DJ202E, care duce spre sud-est la Obrejița (unde se intersectează cu DN2) și Sihlea.

## Demografie
Componența etnică a comunei Bordești
     Români (92,8%)
     Romi (1,45%)
     Alte etnii (0%)
     Necunoscută (5,74%)
Componența confesională a comunei Bordești
     Ortodocși (87,88%)
     Adventiști (5,43%)
     Alte religii (0,25%)
     Necunoscută (6,44%)

Conform recensământului efectuat în 2021, populația comunei Bordești se ridică la 1.584 de locuitori, în scădere față de recensământul anterior din 2011, când fuseseră înregistrați 1.683 de locuitori. Majoritatea locuitorilor sunt români (92,8%), cu o minoritate de romi (1,45%), iar pentru 5,74% nu se cunoaște apartenența etnică. Din punct de vedere confesional, majoritatea locuitorilor sunt ortodocși (87,88%), cu o minoritate de adventiști (5,43%), iar pentru 6,44% nu se cunoaște apartenența confesională.

## Istorie
La sfârșitul secolului al XIX-lea, comuna făcea parte din plasa Marginea de Sus a județului Râmnicu Sărat și era formată numai din satul de reședință, cu 917 locuitori. În comună funcționau o biserică și o școală de băieți cu 56 de elevi. Satul Bordeștii de Jos, denumit pe atunci tot Bordești, făcea parte din comuna Tâmboești.
Anuarul Socec din 1925 consemnează comuna în plasa Plăinești a aceluiași județ, cu 1050 de locuitori. În 1931 comuna avea în compunere satele Bordeștii de Jos și Bordeștii de Sus.
În 1950, ea a fost transferată raionului Râmnicu Sărat din regiunea Buzău și apoi (după 1952) din regiunea Ploiești. În 1968, a trecut la județul Vrancea, satul Bordeștii de Sus revenind tot atunci la denumirea de Bordești.

## Monumente istorice
În comuna Bordești se află două monumente istorice de interes național. Unul este clasificat ca monument de arhitectură — biserica „Adormirea Maicii Domnului” aflată la intrarea dinspre sud în satul Bordești, biserică ridicată în anii 1698–1699. Celălalt este clasificat ca monument memorial sau funerar și este reprezentat de cimitirul ostașilor români și germani din Primul Război Mondial, cimitir amenajat în anii 1930–1932.
În rest, în comună mai există două obiective incluse în lista monumentelor istorice din județul Vrancea ca monumente de interes local, ambele fiind clasificate ca situri arheologice. Unul cuprinde urmele unei așezări eneolitice (cultura Cucuteni), aflat în punctul „Gh. Asanache”, iar celălalt, aflat pe terasa râului Recea, la 500 m sud de sat, conține o așezare din Epoca Bronzului, atribuită culturii Monteoru.

## Politică și administrație
Comuna Bordești este administrată de un primar și un consiliu local compus din 11 consilieri. Primarul, Adrian Gavrilă[*], de la Partidul Național Liberal, este în funcție din octombrie 2020. Începând cu alegerile locale din 2024, consiliul local are următoarea componență pe partide politice:
|  | Partid                          | Consilieri | Componența Consiliului | Componența Consiliului | Componența Consiliului | Componența Consiliului |
|  | ------------------------------- | ---------- | ---------------------- | ---------------------- | ---------------------- | ---------------------- |
|  | Partidul Social Democrat        | 4          |                        |                        |                        |                        |
|  | Partidul Național Liberal       | 4          |                        |                        |                        |                        |
|  | Alianța Dreapta Unită           | 2          |                        |                        |                        |                        |
|  | Alianța pentru Unirea Românilor | 1          |                        |                        |                        |                        |

## Personalități născute aici
- Aurel Moldoveanu (n. 1959), interpret de muzică ușoară